# آمنمحات پنجم
آمنمحات پنجم سِخِم‌کارع فرعونی از دودمان سیزدهم مصر در دوره دوم میانی بود. نام او به صورت سخم‌کارع در فهرست پادشاهان تورین آمده. او را همچنین به نام آمنمحات سِنِبِف نیز می‌شناسند. شواهد بر وجود او چندین گزارش از میزان بالا آمدگی نیل و تندیسی یافت شده در الفانتین است. او برای کمینه ۳ سال فرمانروایی کرد.